# 托尼·巴斯塔布爾
安東尼·樂斯尼爾·巴斯塔布爾，別名托尼·巴斯塔布爾（英語：Anthony Leslie Bastable，1944年10月15日—2007年5月29日），是英國著名電視節目主持人，而最為人熟悉電視節目是《喜鵲的家》。
在1944年出生於諾森伯蘭郡的托尼·巴斯塔布爾，其後他搬遷至美度石士群溫布利地區，在1952年至1955年間，被溫布利瑪納學校取錄，以及本地報章社工作之前，則在大學學院社入讀。
最早在60年代，他曾到英國南方電視台去主持新聞主播節目，但由於太年輕，故此他只能主持兒童節目，18個月後，便在英聯電視主持兒童藝玩、體育雜誌、學校等節目，1968年，便調往泰晤士電視台和主持最新兒童節目，名為《喜鵲的家》。1972年則調往《喜鵲的家》監製，之後一直展開媒體生涯。
其後他開始轉為發展獨立製作、多元化工作等，包括福特汽車、英國皇家空軍、英國運輸局等。巴斯塔布爾曾有三段婚姻，而首任妻子June Buchan（珍納·布杉），則是在1969年開始，直至1971年離婚。第二任妻子為Jackie Colkett（積琪·歌克特），1974年結婚，育有一女，其後在1992年離婚。最後在2001年，迎娶給Anita Westwood（安妮塔·威士特活特），但在2007年，最後由於患上肺氣腫和肺炎，而在10月15日於薩里郡紅山薩里群東部醫院去世。